# Cuzlău
Cuzlău – wieś w Rumunii, w okręgu Botoszany, w gminie Păltiniș. W 2011 roku liczyła 162 mieszkańców.